# Tsuneo Matsudaira
Tsuneo Matsudaira (松平 恒雄, Matsudaira Tsuneo) (17 avril 1877 - 14 novembre 1949) est un diplomate japonais qui fut ambassadeur au Royaume-Uni et aux États-Unis.

## Biographie
Fils du daimyo Matsudaira Katamori d'Aizu, Tsuneo sert comme ambassadeur japonais aux États-Unis. De 1929 à 1935, il est ambassadeur au Royaume-Uni et représente ainsi le Japon lors du traité naval de Londres en 1930. Durant la conférence, il accepte le ratio de navires qui apparaît comme humiliant pour le gouvernement japonais, convaincu par l'un des délégués américains, le sénateur James K. Reed, qui accepte en retour de garantir au gouvernement japonais de meilleurs termes pour les navires non-militaires.
De 1936 à 1945, il sert comme directeur de l'agence impériale. Il démissionne le 4 juin 1945 après avoir assumé sa responsabilité dans la destruction d'une partie du palais impérial lors du bombardement américain de Tokyo. Durant la dernière année de la guerre, il fait partie des personnalités japonaises qui reconnaissent que la guerre est perdue et suggère de rechercher une reddition rapidement. Après la Seconde Guerre mondiale, brièvement en 1946, les cercles impériaux tentent de convaincre le parti libéral de soutenir la candidature de Matsudaira comme Premier ministre, mais le poste est finalement obtenu par Shigeru Yoshida. Tsuneo devient le premier président de la nouvelle chambre des conseillers et le reste jusqu'à sa mort.

## Famille
Tsuneo est le père de Setsuko Matsudaira, la femme du prince Chichibu.

## Décorations
- Grand Croix de l'Ordre du Trésor Sacrée (Japon)
- Grand Croix de l'Ordre du Soleil Levant (Japon)
- Grand Collier de l'Ordre de Victoria (Royaume-Uni)
- Grand Croix de l'Ordre de la Légion d'Honneur (France)
- Grand Croix de l'Ordre de la Couronne (Roumanie)
- Grand Croix de l'Ordre de la Couronne Italienne
- Grand Croix de l'Ordre du Soleil (Pérou)
- Grand Croix de l'Ordre de Leopold (Belgique)
- Grand Croix de l'Ordre de la Couronne de Thaïlande
- Commandeur de l'Ordre du Tigre (Chine)

et de nombreuses autres décorations